# Katere barve je tvoj dan?
Katere barve je tvoj dan? je tretji studijski album novomeške pop rock skupine Dan D, izdan 17. februarja 2004. Prva izdaja je bila izdana v nakladi zgolj 500 izvodov, druga, ki je vsebovala dodatne remikse skladb, pa v več izvodih. Ponatis albuma iz leta 2007 vsebuje tudi uspešnico »Male roke / Voda«.

## Ozadje
Po izidu albuma Ko hodiš nad oblaki sta skupino zapustila basist Primož Špelko in kitarist Aleš Bartelj. Nova zasedba je skupaj z novima članoma basistom Andrejem Zupančičem in klaviaturistom Boštjanom Grubarjem ter producentom Žarkom Pakom pričela s snemanjem. Z albuma je skupina izdala kar šest singlov v obliki videospotov: »Plešeš« (spot v režiji Klemna Dvornika), »Čas«, »Voda« (videospot v režiji Vena Jemeršića je posnet v enem samem neprekinjenem kadru), »Počasi« (spot je v takrat razpadajočem Hotelu Palace režiral Mitja Okorn), »Le naprej« (spot je bil posnet v živo na novomeškem koncertu in vsebuje koncertni avdio posnetek), »Roke« (gostja Polona Kasal je na prvi različici albuma vpisana pod psevdonimom, kasneje pa se pojavi v spotu v režiji Klemna Dvornika).
Skupini se je leta 2006 pridružil basist Nikola Sekulović, s katerim se je skupina Dan D vidneje predstavila na podelitvi slovenskih medijskih nagrad viktor, kjer so s skupino Siddharta izvedli »Male roke / Voda«, ki je kombinacija pesmi »Voda« skupine Dan D ter »Male roke« skupine Siddharta.
Pesem »Voda« je Tokčeva najljubša pesem na albumu.

## Seznam pesmi
Vse pesmi je napisal Tomislav Jovanović, razen pesmi »Male roke / Voda«, ki sta jo napisala Jovanović in Tomi Meglič.
1. »Plešeš« – 3:52
2. »Oprostite, ne razumem« – 3:48
3. »Čas« – 3:37
4. »Katere barve je tvoj dan?« – 3:37
5. »Le naprej« – 3:37
6. »Otroci sonca« – 3:41
7. »Roke« (feat. Polona Kasal) – 3:50
8. »Počasi« – 4:07
9. »Sla« – 3:40
10. »Voda« – 5:07
11. »Ti znaš« – 3:28
12. »Iluzija« – 5:36
13. »Male roke / Voda« (Dan D in Siddharta, bonus pesem) – 4:42

## Zasedba

### Dan D
- Tomislav Jovanović - Tokac — vokal, kitara
- Dušan Obradinovič - Obra — bobni
- Marko Turk - Tučo — ritem kitara
- Boštjan Grubar — klaviature
- Andrej Zupančič — bas kitara

### Gostje
- Polona Kasal — vokal (pesem št. 7)
- Davor Klarič — klaviature
- Siddharta — vokal, kitara, bas kitara, klaviature (pesem št. 13)